# 西宁城墙

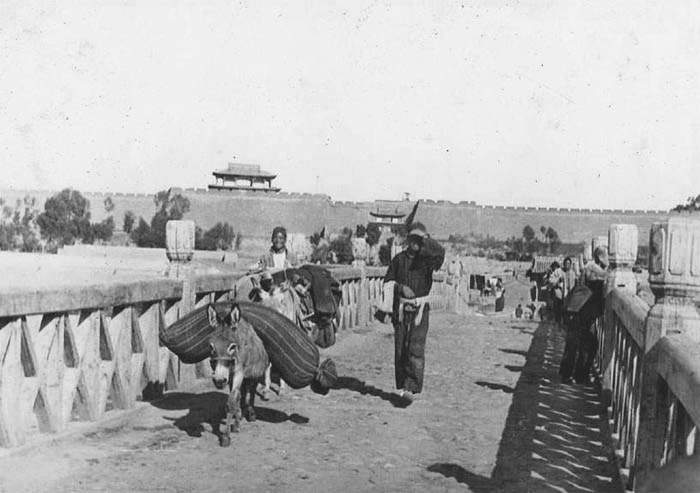
西宁城墙旧照片

西宁城墙，位于中国青海省西宁市城中区，现大部分已经毁坏，仅存若干遗存。1998年12月22日，墙体保存较好的西宁古城墙香水园段列入第六批青海省文物保护单位。

## 历史
明洪武十九年(1387年)，长兴侯耿秉文在元西宁州旧城西北部，建成西宁卫城，有4个城门、4座角楼。明万历三年(1575年)，西宁兵备道董汝汉率众大规模加固城墙工程，墙基以大型条石砌成，墙体以条砖包镶。清末，西宁城墙遭严重毁损。抗战期间，城墙打开4个豁口以疏散民众。1950年代起，西宁城墙逐渐湮没。

## 形制
西宁城墙周长5654米，高15米，底宽16.5米、顶宽10米。城墙设四门。

## 现状
西宁城墙绝大部分已拆除，仅在七一路香水园、花园北街、北门坡、南绕城高速路处有遗存，其中香水园段保存较好。